# Čijoda (ASR-404)
Čijoda (ASR-404) je záchranná loď ponorek Japonských námořních sil sebeobrany (JMSDF). Jedná se o zvětšenou verzi předchozí Čihaja (ASR-403) a ve službě nahradila stejnojmenné plavidlo pocházející z 80. let 20. století. Hlavní základnou plavidla je Jokosuka.

## Jednotky třídy

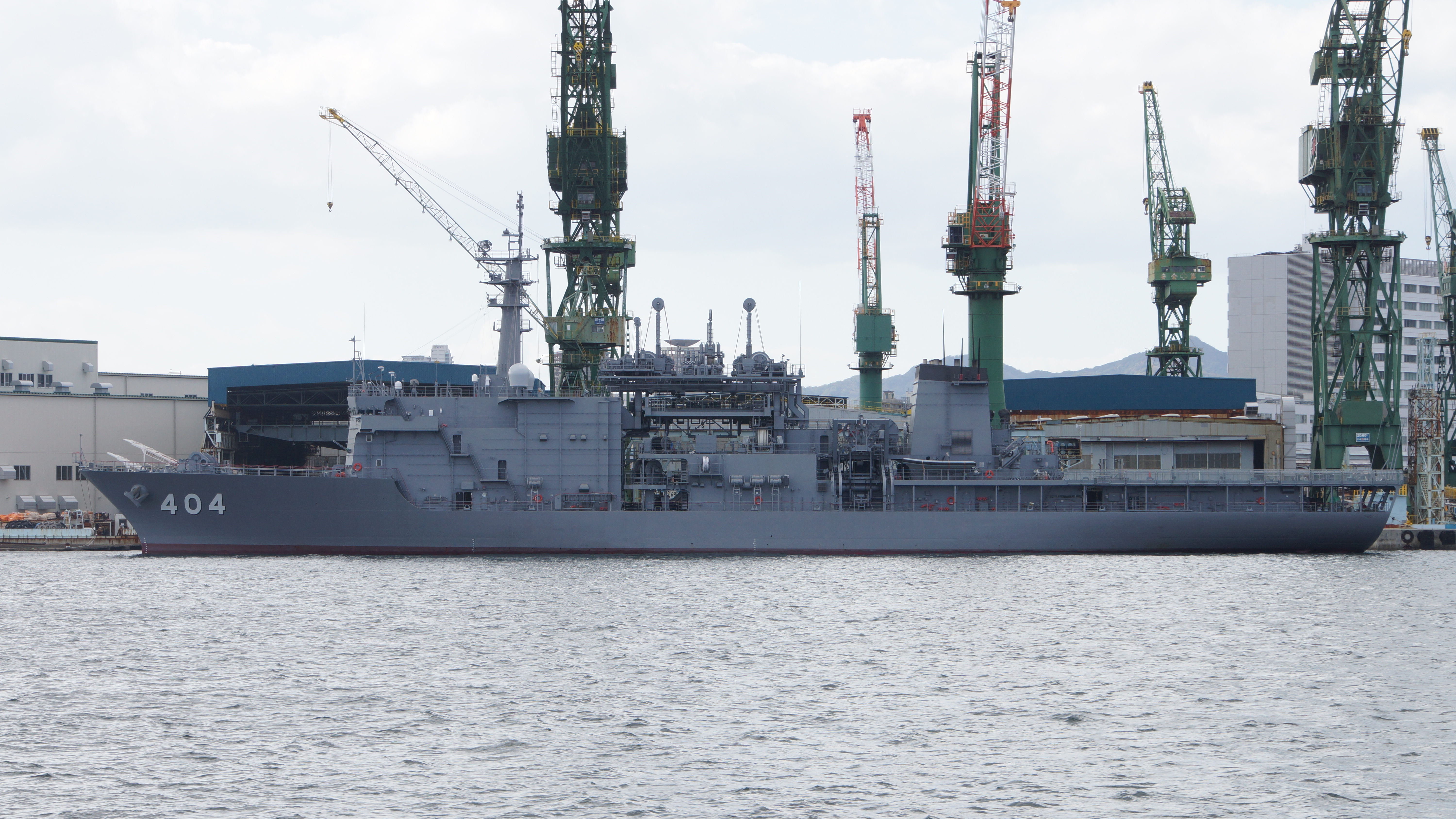
Čijoda (ASR-404)

Plavidlo postavila japonská loděnice Mitsui Engineering & Shipbuilding ve městě Tamano. Stavba byla zahájena 13. října 2015, na vodu byla loď spuštěna 17. října 2016 a do služby byla přijata 20. března 2018. Ve stejný den byla ze služby vyřazena původní záchranná loď Čijoda (AS-405).

## Konstrukce

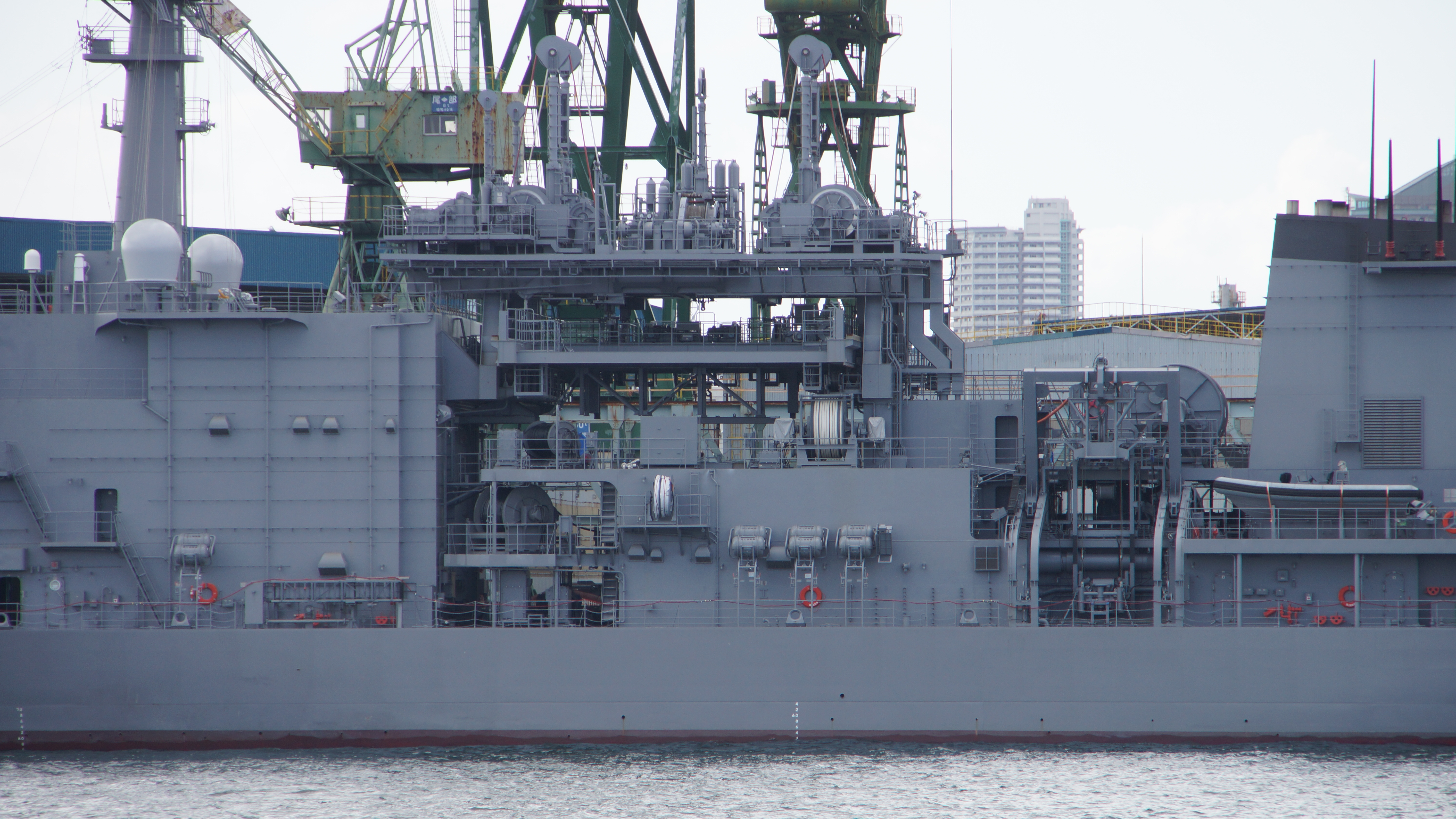
Detail plavidla

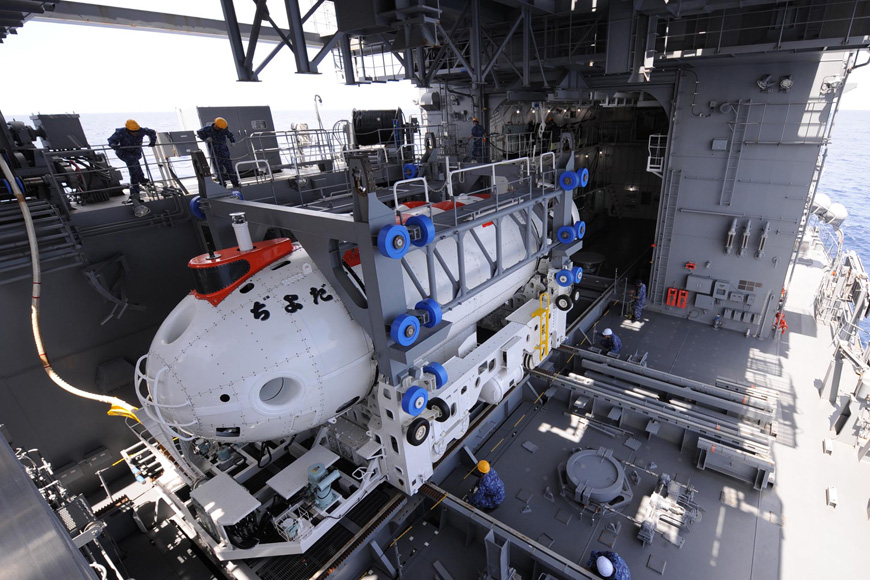
Záchranná miniponorka na palubě plavidla Čijoda

Plavidlo je vybavené stejným vybavením jako Čihaja (ASR-403). Dále má tři přetlakové komory pro potápěče a na zádi se nachází přistávací plocha pro vrtulník. Kromě toho loď ztratila funkci mateřské loď ponorek a nemá kapacity pro zásobování ponorek. Pohonný systém tvoří dva diesely Mitsui M12V42M-A o celkovém výkonu 39 000 hp, pohánějící dva lodní šrouby se stavitelnými lopatkami. Nejvyšší rychlost dosahuje 20 uzlů.